# فریک اوت!
فریک اوت! (به انگلیسی: Freak Out!) نخستین آلبوم استودیویی از گروه موسیقی راک آمریکایی مادرز آو اینونشن است. آلبوم در ۲۷ ژوئن ۱۹۶۶ منتشر شد.